# Иполи, Иштван
Иштва́н И́поли (И́пойи; венг. Ipolyi István; 1886, Нови-Сад — 2 января 1955, Берген) — венгерско-норвежский скрипач, альтист и музыковед.
Ученик Енё Хубаи. В 1917 г. вошёл в первый состав Будапештского квартета — одного из наиболее значительных камерных ансамблей межвоенной Европы, — в котором играл на альте. В 1935 г. покинул квартет и обосновался в Бергене. В 1944 г. входил как первая скрипка в первый состав Бергенского струнного квартета. В 1952 г. выпустил теоретическую монографию «Введение в происхождение и структуру музыкального произведения» (норв. Innføring i Musikksprakets Opprinnelse og Struktur; сокращённый английский перевод 2006); опубликовал также несколько учебных пособий для скрипачей — в частности, сборник упражнений для правой руки (швед. Violinetyder för höger hand).